# ロランツェ
ロランツェ（伊: Loranzè）は、イタリア共和国ピエモンテ州トリノ県にある、人口約1,200人の基礎自治体（コムーネ）。

## 地理

### 位置・広がり

#### 隣接コムーネ
隣接するコムーネは以下の通り。
- コッレレット・ジャコーザ
- フィオラーノ・カナヴェーゼ
- パレッラ
- サレラーノ・カナヴェーゼ
- サモーネ
- ヴァル・ディ・キ